# The Herald
The Herald é um jornal publicado de segunda a sábado em Glasgow, Escócia. Ele é o jornal Escocês  broadsheet mais vendido.
O jornal é um dos jornais publicado na língua inglesa ainda em circulação mais antigos do mundo, publicado pela primeira vez em 1783 como Glasgow Advertiser, de Duncan's Land, Gibson's Wynd, Glasgow.  O seu primeiro editor foi John Mennons.
Em 1802 ele se tornou o Herald and Advertiser, mudando para  Glasgow Herald em 1805. Ele se tornou diário em 1859. Em 1868 sua publicação mudou se para um prédio de Charles Rennie Mackintosh na Mitchell Street. O prédio é atualmente The Lighthouse (O Farol), um centro de arquitetura e projetos.
Em 1964 as publicações George Outram foram compradas pelo Sir Hugh Fraser. A posse foi então adquirida em 1979 pela Lonrho (Companhia de mineração do multi-milionário Tiny Rowland).
Em 19 de Julho de 1980 o jornal mudou-se para escritórios na Albion Street, um prédio com a fachada preta, inspirado no edifício Black Lubyanka do Daily Express na Fleet Street em Londres.
O jornal tornou-se o The Herald em 3 de Fevereiro de 1992. Um jornal Dominical parceiro o Sunday Herald, foi lançado em 1999.
A Newsquest (uma divisão da Gannett) é proprietária do The Herald, o qual foi comprado grupo de publicações da Scottish Media Group em 2003 em uma venda altamente controversa de £216 milhões.
Charles McGhee (antigo editor do  Glasgow Evening Times ) é o editor desde 30 de Janeiro de 2006, substituindo Mark Douglas-Home que saiu em Dezembro de 2005.